# Vocoder

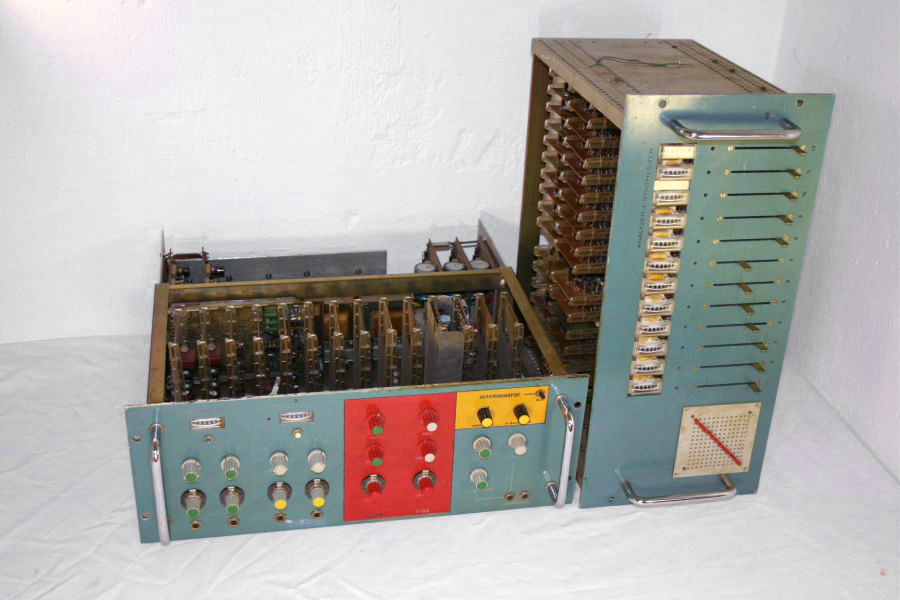
En vocoder som användes av Kraftwerk.

Vocoder (från engelskans voice encoder) är en ljudprocessor som fångar upp karaktären hos en ljudsignal för att påverka en annan ljudsignal.
Tekniken bakom vocodern användes först i ett försök att syntetisera röster. Praktiskt fungerar vocodern genom att den kombinerar två signaler, en instrumentsignal (carrier) och en annan signal som vanligen är en röstinspelning (source eller modulator). Resultatet blir att rösten har samma ljud och ton som instrumentsignalen.

## Musiker och grupper med hjälp av vokodern
Afrika Bambaataa, Grandmaster Flash, West Street Mob, Midnight Star, Fearless Four, Daft Punk, Electric Light Orchestra, Frank Zappa, Kraftwerk, Phil Collins, Mike Oldfield, Jean-Michel Jarre, Stevie Wonder med flera.